# كأس نيوزيلندا 1988
كأس نيوزيلندا 1988 (بالإنجليزية: 1988 Chatham Cup)‏ هو موسم من كأس نيوزيلندا. فاز فيه Waikato United FC ‏.